# Renata Adler
Renata Adler (* 19. Oktober 1938 in Mailand) ist eine US-amerikanische Journalistin und Schriftstellerin.

## Leben
Renata Adlers Eltern waren 1933 gemeinsam mit ihren Großeltern mütterlicherseits, Familie Strauss, vor dem NS-Regime aus Frankfurt nach Italien geflohen. 1939 konnte die Familie – darunter drei Kinder, die beiden älteren Brüder und die einjährige Renata – in die USA emigrieren. Zu Hause wurde Deutsch gesprochen, als Siebenjährige wurde Renata Adler in einem Internat eingeschrieben, um sie „zu amerikanisieren“.
Adler studierte Philosophie und Literatur in Harvard bei Roman Jakobson, an der Sorbonne bei Claude Lévi-Strauss und Jura an der Yale Law School. Sie arbeitete danach als Reporterin für das Magazin The New Yorker. Für die New York Times schrieb sie Artikel und Filmkritiken, 1968 wurde sie als erste Frau in dieser Position The New York Times Film Critic und blieb es ein Jahr lang. 1980 polemisierte sie gegen ihre Kritikerkollegin Pauline Kael beim New Yorker, der sie daraufhin entließ, 1999 antwortete sie ihrem ehemaligen Arbeitgeber mit einer Kampfschrift.
In den 1970er-Jahren wandte sich Adler fiktiven Stoffen zu. 1976 erschien unter dem Titel Rennboot ihr erfolgreicher, vom Feminismus beeinflusster Debüt-Roman. Sie erhielt dafür den Hemingway Foundation PEN Award und 1978 den Arts and Letters Awards in Literature der American Academy of Arts and Letters. Seit 1987 ist sie dort ordentliches gewähltes Mitglied.
Renata Adler war alleinerziehende Mutter eines Sohnes. Richard Avedon hat Renata Adler seit den späten 1960ern immer wieder porträtiert.
Die Neuauflagen ihrer lange vergriffenen Belletristik 2013 und ihre gesammelte Nonfiction 2015 erschlossen Renata Adler für ein neues Lesepublikum. Auch im deutschen Sprachraum sorgten die auf die amerikanischen folgenden Neuausgaben der beiden Buchpublikationen von 1979 und 1987 für Neuentdeckung und -bewertung der Autorin: „Renata Adler ist Kult“, hieß es über die „Intellektuelle, It-Girl, Autorin“.

## Werke (Auswahl)
- A Year in the Dark: Journal of a Film Critic. New York: Random House, 1969.
- Toward a Radical Middle: Fourteen Pieces of Reporting and Criticism. New York: Random House, 1970.
- Speedboat. New York: Random House, 1976, Neuausgabe mit Nachwort von Guy Trebay, New York: NYRB Classics, 2013. ISBN 9781590176139
  - Rennboot. Aus dem amerikanischen Englisch von Marianne Frisch. Frankfurt am Main: Suhrkamp 1979, Neuausgabe 2014. ISBN 978-3-518-22480-9
- Pitch Dark. New York: Knopf, 1983, Neuausgabe mit Nachwort von Muriel Spark, New York: NYRB Classics, 2013. ISBN 9781590176146
  - Pechrabenschwarz. Aus d. Amerikan. von Helga Huisgen. Frankfurt am Main: Suhrkamp 1987, Neuauflage 2015
- Reckless Disregard: Westmoreland v. CBS et al.; Sharon v. Time. New York: Knopf, 1986.
- Politics and Media: Essays. New York: St. Martin’s Press, 1988.
- Gone: The Last Days of the New Yorker. New York: Simon & Schuster, 1999.
- Private Capacity. Public Affairs, 2000.
- Canaries in the Mineshaft: Essays on Politics and Media. New York: St. Martin’s Press, 2001.
- Irreparable Harm: The U.S. Supreme Court and the Decision that Made George W. Bush President. Hoboken, NJ: Melville House Pub., 2004.
- After the Tall Timber. Collected Nonfiction. New York: New York Review Books, 2015. ISBN 9781590178799